# قرية السواطي
السواطي قرية ليبية، تقع في شرق مدينة مصراتة بين منطقتي قصر أحمد وقرية الزروق.